# Xã Henton, Quận Arkansas, Arkansas
Xã Henton (tiếng Anh: Henton Township) là một xã thuộc quận Arkansas, tiểu bang Arkansas, Hoa Kỳ. Năm 2010, dân số của xã này là 496 người.